# جزویت بند (لوئیزیانا)
جزویت بند (به انگلیسی: Jesuit Bend) یک منطقهٔ مسکونی در ایالات متحده آمریکا است که در لوئیزیانا واقع شده‌است.